# Згорне Езерско
Згорне Езерско (на словенски: Zgornje Jezersko) е село в Словения, Горенски регион. Административен център на община Езерско. Според Националната статистическа служба на Република Словения през 2002 г. селото има 558 жители.